# وسلی چپل (کارولینای شمالی)
وسلی چپل (به انگلیسی: Wesley Chapel) شهری در ایالت کارولینای شمالی کشور ایالات متحده آمریکا است که جمعیت آن در سرشماری سال ۲۰۱۰ میلادی، ۷٬۴۶۳ نفر بوده‌است.